# Federico III de Lorena
Federico III (en francés, Ferry; 1240 - 31 de diciembre de 1302) fue duque de Lorena desde 1251 hasta su muerte. Fue hijo único y sucesor de Mateo II y Catalina de Limburgo.
No tenía todavía los trece años de edad cuando su padre murió, de manera que su madre asumió la regencia durante varios años. En 1255, se casó con Margarita, la hija del rey Teobaldo I de Navarra y Margarita de Borbón. El suegro de Federico era el conde de Champaña también, y el matrimonio de Margarita con Federico marcaron la galicización de Lorena y los comienzos de la tensión entre las influencias francesa y alemana que caracteriza su historia posterior. Cuando Juana I de Navarra, la sobrina de Margarita (la hija de su hermano, Enrique I de Navarra), se casó con Felipe el Hermoso, el futuro rey de Francia, en 1284, los lazos con Francia crecieron. La lealtad que desde hacía mucho tiempo tuvieron los duques de Lorena con el Sacro emperador se había debilitado en la primera mitad del siglo XIII y la influencia francesa era muy intensa, llevando a su unión permanente con Francia en 1766.
Durante el reinado de Federico, combatió a los obispados de Metz hasta que el papa Clemente IV lo excomulgó y puso su ducado bajo interdicto.
En 1257, después de las elecciones que siguieron a la muerte del rey Guillermo de Holanda dio como resultado en la disputada elección tanto de Ricardo, conde de Cornualles y Alfonso X de Castilla, Federico de Lorena se puso del lado de Alfonso, quien a través de su madre Beatriz era nieto del Hohenstaufen Felipe de Suabia. La rivalidad entre los dos reyes no llevó a un verdadero combate y después de la muerte de Ricardo la elección en 1273 de Rodolfo de Habsburgo y la posterior retirada de Alfonso restableció la unidad.

## Matrimonio y descendencia
Por su matrimonio con Margarita de Navarra y Borbón, tuvo la siguiente descendencia:
- Teobaldo (1263–1312), su sucesor en Lorena
- Mateo (m. 1282), señor de Beauregard
- Federico (m. 1299), obispo de Orléans (1297–1299)
- Federico (m. h. 1320), señor de Plombiéres, Romont, y Brémoncourt se casó con Margarita de Blâmont-Salm.
- Gerardo (conocido en 1317)
- Isabel (m. 1316), se casó con (1287) Luis III, duque de la Baja Baviera murió en 1296; luego señor Enrique de Sully; y más tarde (1306) conde Enrique III de Vaudémont y Vergy (m. 1348)
- Catalina, señora de Romont, (m.1316) se casó con (1290) Conrado III (m. 1350), conde de Friburgo
- Inés (m. 1275), se casó con Juan II (m. 1302), señor de Harcourt
- Magdalena se casó con Eberhard I de Württemberg m 1325.

Hijos naturales de madres desconocidas:
- Juan murió 1295
- Colin
- Isabel
- Margarita